# Obwód Wlora
Obwód Wlora (alb. qarku i Vlorës) – jest jednym z dwunastu obwodów w Albanii.
W skład obwodu wchodzą okręgi: Delvina, Saranda i Wlora. Stolicą obwodu jest Wlora.
W 2011 roku według spisu ludności w obwodzie zamieszkiwało 175 640 mieszkańców. Wśród nich było 68,68% Albańczyków, 6,88% Greków, 0,5% Arumunów, 0,16% Romów, 0,01% Egipcjan, 21,78% ludności nie udzieliło odpowiedzi. Muzułmanie stanowili 42,14%, bektaszyci 1,08%, katolicy 1,92%, ewangelicy 0,06%, prawosławni 13,74%, ateiści 6,01%; odpowiedzi nie udzieliło 20,92% ludności.